# Frank Stäbler
Frank Stäbler (* 27. června 1989 Böblingen) je bývalý německý reprezentant v řecko-římském zápase.
Začínal v pěti letech v klubu TSV Musberg, později zápasil za bundesligový tým Red Devils Heilbronn. Připravoval se ve sportovním centru Bundeswehru v Bruchsalu. V roce 2009 získal bronzovou medaili na mistrovství světa juniorů v zápase. Na mistrovství Evropy v zápasu řecko-římském 2012 zvítězil v kategorii do 66 kg a na Letních olympijských hrách 2012 obsadil páté místo. Získal zlatou medaili na mistrovství světa v zápasu řecko-římském 2015 a byl třetí na Evropských hrách 2015. Na olympijských hrách v roce 2016 obsadil sedmé místo.
Stal se mistrem světa v lehké velterové váze v letech 2017 a 2018, na světovém šampionátu 2019 skončil třetí. Zvítězil také na mistrovství Evropy v zápasu řecko-římském 2020. Z olympiády 2020 přivezl bronzovou medaili. V červnu 2022 ukončil zápasnickou kariéru exhibičním soubojem s olympijským vítězem Rezou Geráím.
Pro jeho zápasnický styl byl charakteristický „veverčí skok“ (Eichhörnchen Sprung), veverku používal také jako osobní logo.